# Giordano Bruno Guerri

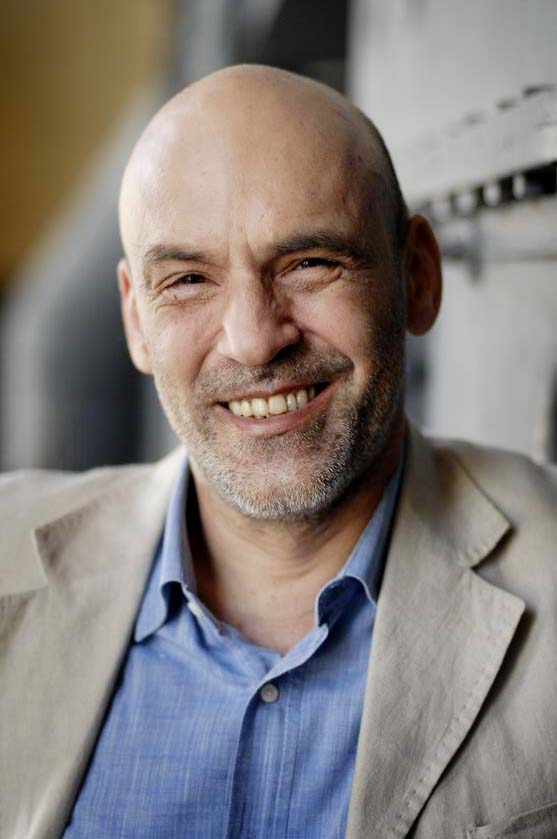
Giordano Bruno Guerri, 2007

Giordano Bruno Guerri (* 21. Dezember 1950 in Monticiano) ist ein italienischer Schriftsteller, Journalist und Historiker.

## Leben
Guerri studierte nach Abschluss seiner Schulzeit in  Bollate bei Mailand Moderne Literatur an der Università Cattolica del Sacro Cuore in Mailand. Mit Beginn seines Studiums arbeitete er als Korrektor für den Mailänder Verlag Garzanti, zunächst als freier Mitarbeiter und dann bis 1980 als Angestellter.  1974 schloss er sein Studium mit einer Arbeit über Giuseppe Bottai ab.  
1985 wurde er zum Redaktionsleiter der Monatszeitschrift La Storia Illustrata ernannt, deren Verkaufszahlen er in 15 Monaten von 60.000 auf 110.000 pro Heft steigern konnte. 1986 wurde er Verlagsdirektor bei Mondadori. Von 1989 bis 1991 war er Chefredakteur der Monatsschrift Chorus. 1995 ging er nach Rom, wo er als Journalist für die RAI tätig war.  
2004 übernahm er die Leitung der Mailänder Tageszeitung L’Indipendente.
Guerri lehrte Zeitgeschichte an der Università Guglielmo Marconi in Rom.
Außerdem unterrichtete er regelmäßig das gleiche Fach an den Fakultäten für Politikwissenschaft der Universitäten Salerno, Madrid, Genf, Rio de Janeiro und an der Columbia-Universität in New York. 
Seit 2008 ist er Präsident der Stiftung Vittoriale degli italiani.

## Werke (Auswahl)
Im Jahr 1976 erschien bei Feltrinelli seine erste Veröffentlichung, die Diplomarbeit mit dem Titel Giuseppe Bottai, un fascista critico.
Im Jahr 2010 erschien sein Buch Il Sangue del Sud – Antistoria del Risorgimento e del Brigantaggio, eine kritische Darstellung der Einigung Italiens.
- Giuseppe Bottai, un fascista critico, Feltrinelli, Mailand, 1976.
- Galeazzo Ciano. Una vita. (1903–1944), Bompiani, Mailand, 1979.
- L’Arcitaliano. Vita di Curzio Malaparte, Bompiani, Mailand, 1980.
- Italo Balbo, Vallardi, Mailand, 1984.
- Zwei arme Schweine auf dem Weg zum Himmel. Wie Maria Goretti zur katholischen Heiligen wurde. Ahriman-Verlag, Freiburg 1999, ISBN 978-3-89484-503-2 (Povera santa, povero assassino. La vera storia di Maria Goretti, Mondadori, Mailand, 1984 und Bompiani, Mailand, 2008.)
- Galeazzo Ciano, (III edizione aggiornata e ridotta), Bompiani, Mailand, 1985.
- Giuseppe Bottai, Diario (1944–1948), Rizzoli, Mailand, 1988.
- L’Arcitaliano. Vita di Curzio Malaparte, Leonardo, Mailand, 1991.
- Gli italiani sotto la Chiesa, Mondadori, Mailand, 1992.
- Io ti assolvo, Baldini & Castoldi, Mailand, 1993.
- Fascisti – Gli italiani di Mussolini, il regime degli italiani, Mondadori, Mailand, 1995.
- Giuseppe Bottai, fascista, Mondadori, Mailand, 1996.
- Antistoria degli italiani, Mondadori, Mailand, 1997.
- Il Malaparte illustrato, Mondadori, Mailand, 1998.
- Eretico e profeta. Ernesto Buonaiuti, un prete contro la Chiesa, Mondadori, Mailand, 2001.
- Un amore fascista – Benito, Edda e Galeazzo, Mondadori, 2005.
- Pensieri scorretti, UTET libreria, 2007
- D’Annunzio, l’amante guerriero, Mondadori, Mailand, 2008.
- Filippo Tommaso Marinetti, Invenzioni, avventure e passioni di un rivoluzionario, Mondadori, Mailand, 2009.
- Follia? Vita di Vincent van Gogh, Bompiani, Mailand, 2009.
- Il Sangue del Sud – Antistoria del Risorgimento e del Brigantaggio, Mondadori, Mailand, 2010.

Als Herausgeber:
- Rapporto al Duce, Tascabili Bompiani, Mailand, 1978.
- Giuseppe Bottai, Diario (1935–1944), Rizzoli, Mailand, 1982.
- Luigi Bolla, Perché a Salò, Bompiani, Mailand, 1982.
- Patrizio Peci, Io, l’infame, Mondadori, Mailand, 1983.
- Ida Magli, Per una rivoluzione italiana, Baldini & Castoldi,  Mailand, 1996.